# Gnathosoma

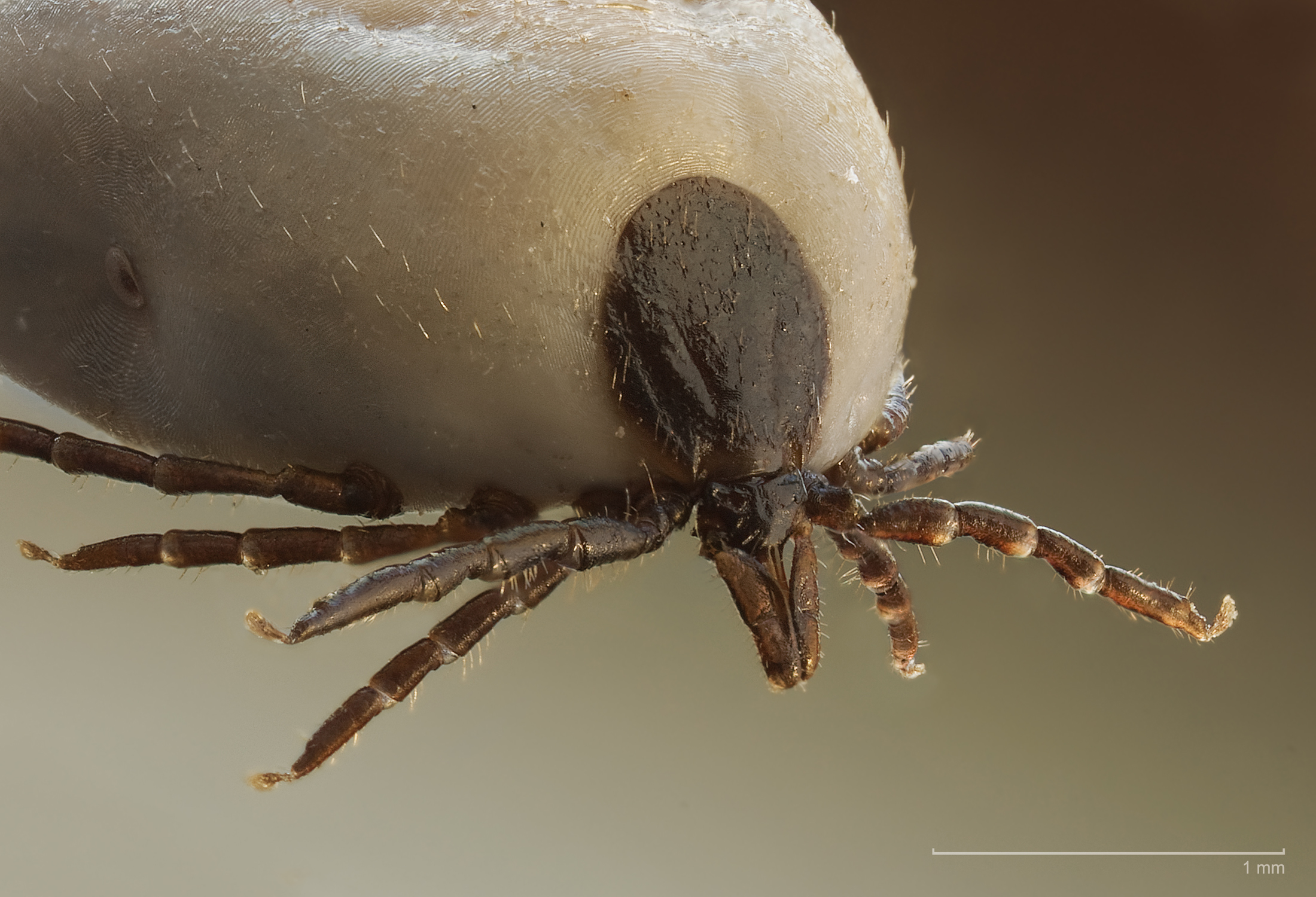
Vorderkörper des Gemeinen Holzbocks mit deutlich erkennbarem Gnathosoma.

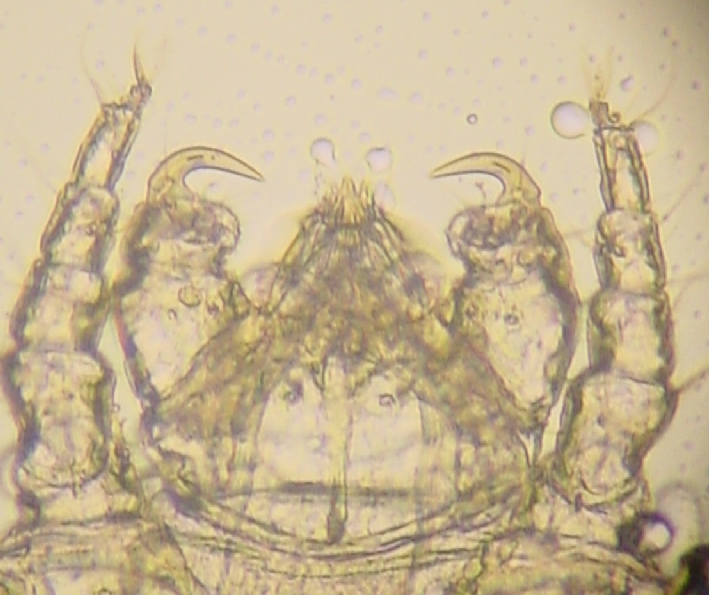
Detailaufnahme des Gnathosomas einer Raubmilbe.

Das Gnathosoma (von griech. gnathos = „Kinnbacken, Kiefer“ und soma = „Körper“) oder Capitulum ist ein deutlich vom restlichen Körper abgesetzter Körperabschnitt der Milben, der den Mundbereich sowie die dazugehörigen Gliedmaßen umfasst und vom Rest des Körpers, dem Idiosoma, abgetrennt ist. Bei sehr vielen Milben lässt es sich in das Idiosoma, genauer in den hinteren Teil des Opisthosoma, zurückziehen.

## Aufbau
Das Gnathosoma umfasst das Prostomium bzw. Acron sowie die ersten beiden Rumpfsegmente mit den Cheliceren und den in der Mitte (median) mit ihren breiten Coxalladen zu einem Trog verwachsenen Coxen der Pedipalpen. Letztere bilden bei abgeleiteten Formen (Holacarina) gemeinsam mit einem Sklerit des Prosomarückens (Tectum bzw. Rostrum), mit dem sie seitlich verwachsen sind, einen verschlossenen Mundvorraum.

## Systematik
Das Gnathosoma ist eine abgeleitete Struktur, die innerhalb der Kieferklauenträger (Chelicerata) nur bei den Milben ausgebildet ist. Sie stellt damit eine Autapomorphie dieser Gruppe dar. Bereits bei den ursprünglichsten Milben, den Notostigmata, sind die Coxalladen der Pedipalpen als weitere Autapomorphie der Milben zu einem trogförmigen Mundvorraum verwachsen, während die Bildung einer Röhre für den gesamten Mundvorraum gemeinsam mit dem Tectum erst bei den Holacarina stattfindet.

## Belege
1. ↑  Gnathosoma. In: Herder-Lexikon der Biologie. Spektrum Akademischer Verlag, Heidelberg 2003, ISBN 3-8274-0354-5.
2. 1 2 3  Willi Hennig: Wirbellose II. 5. Auflage. herausgegeben von Wolfgang Hennig und Gerhard Mickoleit. Gustav Fischer Verlag Jena 1994, ISBN 3-334-60936-7, S. 74.
3. 1 2  Peter Weygoldt: Chelicerata, Spinnentiere. In: W. Westheide, R. Rieger (Hrsg.): Spezielle Zoologie. Teil 1: Einzeller und Wirbellose Tiere. Gustav Fischer, Stuttgart/Jena 1997, ISBN 3-8274-1482-2, S. 490.